# Brighton, Quận Marathon, Wisconsin
Brighton là một thị trấn thuộc quận Marathon, tiểu bang Wisconsin, Hoa Kỳ. Năm 2010, dân số của thị trấn này là 580 người.